# Cissa
Cissa (Kraska) je rod ptáků z čeledi krkavcovití (Corvidae).

## Systém
Seznam dosud žijících druhů:
- Kraska krátkoocasá – Cissa thalassina
- Kraska zelenavá – Cissa chinensis
- Kraska zlatobřichá – Cissa hypoleuca